# Bitva v Kaudijské soutěsce
V bitvě v Kaudijské soutěsce (asi 50 km severovýchodně od Neapole) během druhé samnitské války přivodili Samnité ponižující porážku Římanům.
V roce 321 př. n. l. se samnitský velitel Gaius Pontius dozvěděl, že římské vojsko se nachází poblíž kampánského města Calatia. Vyslal proto několik svých vojáků v přestrojení za pastýře s příkazem zmást Římany falešnou zprávou o tom, že Samnité právě obléhají město Lucera v Apulii, asi 25 km západně od Foggie. Římští konzulové této lsti uvěřili a rozhodli se vypravit na pomoc domněle obléhanému městu. Naneštěstí pro Římany zvolili konzulové za trasu postupu nejkratší možnou cestu Kaudijskou soutěskou, jíž obklopovaly strmé hory. Když Římané dorazili k východu soutěsky, zjistili, že je zahrazený, a vydali se proto zpět ke vstupu, který byl však zatím obsazen Samnity. Římané se tudíž ocitli v pasti a jejich situace se ukázala být zcela beznadějná.
Podle Livia neměli Samnité žádnou představu, jak naložit s obklíčenými Římany. Pontius proto poslal dopis svému starému otci Herenniovi Pontiovi. Jeho odpověď zněla, že je třeba Římany nezraněné propustit. Tímto pokynem se ale Samnité odmítli řídit, načež byl Herenniovi poslán další dopis. Tentokrát doporučoval stařec Římany do jednoho pobít. Samnité, nechápající proč jim Herennius dává tak rozporné rady, ho požádali, aby jim celou záležitost vysvětlil osobně. Když Herennius dorazil, sdělil jim, že propuštěním nezraněných Římanů na svobodu si zajistí jejich přátelství a spojenectví, jestliže ovšem všechny římské vojáky zabijí, bude Řím natolik oslabený, že nebude po mnoho generací schopen představovat pro Samnity hrozbu. V tom se jeho syn zeptal, zda by se nenašla nějaká střední cesta. Herennius mu na to odpověděl, že jakákoli střední cesta by byla naprosto pošetilá, jelikož by Římané tím víc dychtili po pomstě, aniž by přitom byli nějak oslabeni.
Podle Livia, Gaius Pontius nevyslyšel rad svého otce a místo toho přinutil Římany vzdát se a projít pod jhem, což byl symbol největšího pokoření poraženého nepřítele. Konzulům nezbylo než souhlasit, protože vojsko začalo trpět hladem. Livius ve svém díle detailně popisuje rozsah ponížení Římanů, což nakonec vedlo k potvrzení moudrých Herenniových slov. Avšak Liviovo tvrzení, že římský senát odmítl smlouvu uzavřenou konzuly akceptovat, neodpovídá skutečnosti, neboť Římané se v souladu s ustanoveními smlouvy zdrželi po dalších pět let jakýchkoli válečných akcí proti Samnitům. Z Liviova líčení nicméně vyplývá zjevné ponaučení, podle něhož není střední cesta vždy tím nejlepším způsobem řešení problému. Bitva v Kaudijské soutěsce patří kvůli své potupné povaze mezi nejhanebnější římské porážky.